# The Girl Is Mine
The Girl Is Mine – utwór wykonywany w duecie przez Michaela Jacksona i Paula McCartneya, wydany na singlu w 1982. Skomponowany wyłącznie przez Michaela Jacksona i wydany jako pierwszy singel z jego albumu Thriller. Utwór opowiada o dwóch mężczyznach rywalizujących o miłość tej samej kobiety. Kłótnia prowadzi do fragmentu mówionego w piosence, w którym Jackson wypowiada swój słynny cytat: „Paul, I think I told you, I’m a lover, not a fighter (Paul, chyba ci mówiłem, jestem kochankiem, nie wojownikiem).” Utwór dotarł do drugiego miejsca na liście Billboardu.
Jackson i McCartney nagrali w duecie inne utwory: „Say Say Say” i „The Man” z 1983, wydane na albumie McCartneya z 1983 Pipes of Peace. Na płycie Michaela Jacksona Off the Wall znajduje się utwór autorstwa McCartneya „Girlfriend”.

## Lista utworów

### Singel
1. „The Girl Is Mine” – 3:42
2. „Can’t Get Outta The Rain”

## Informacje
- Słowa i muzyka: Michael Jackson
- Produkcja: Quincy Jones
- Rhodes: Greg Phillinganes
- Fortepian: David Paich
- Syntezator: David Foster
- Programowanie syntezatora: Steve Porcaro
- Gitara: David Parks i Steve Lukather
- Bas: Louis Johnson
- Perkusja: Jeff Porcaro
- Wokal: Paul McCartney i Michael Jackson
- Aranżacja wokalna: Michael Jackson i Quincy Jones
- Aranżacja rytmiczna: Quincy Jones i David Paich
- Aranżacja syntezatorów: David Foster
- Aranżacja smyczkowa i dyrygent: Jerry Hey
- Dyrygent: Jerry Vinci